# Krupp-Prozess

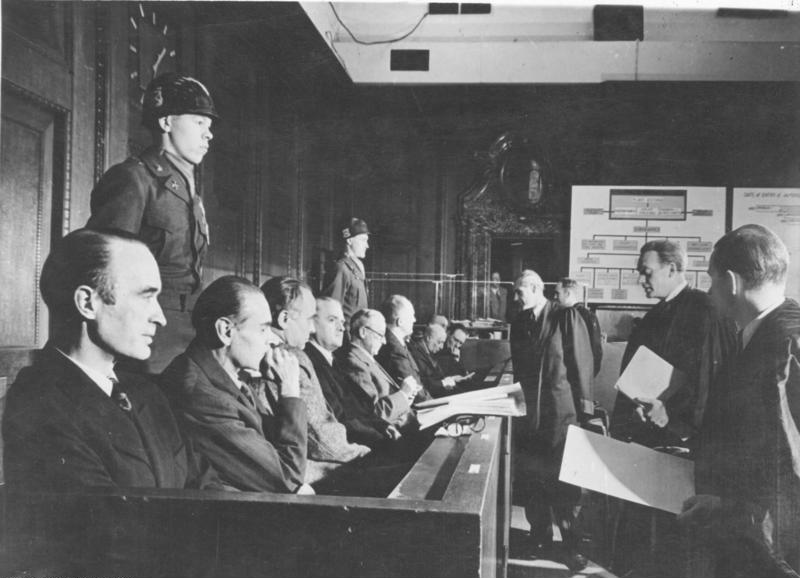
Auf der Anklagebank v. l. n. r.: Alfried Krupp von Bohlen und Halbach, Ewald Löser, Eduard Houdremont, Erich Müller, Friedrich Janssen, Karl Pfirsch, Karl Eberhardt und Heinrich Korschan

Der Krupp-Prozess war der zehnte der zwölf Nürnberger Nachfolgeprozesse gegen Verantwortliche des Deutschen Reichs zur Zeit des Nationalsozialismus. Alfried Krupp von Bohlen und Halbach und Manager der Firma Krupp wurden vor einem amerikanischen Militärtribunal angeklagt und verurteilt. Der Prozess war einer der drei Nürnberger Wirtschaftsprozesse (Flick-Prozess, I.G.-Farben-Prozess), bei denen die Verstrickung führender Großindustrieller in die nationalsozialistischen Verbrechen strafrechtlich verhandelt wurde.

## Vorgeschichte
Während des Zweiten Weltkriegs hatten die Alliierten USA und UdSSR als einen der Kriegsgründe gemeinsam den wirtschaftlichen Imperialismus Nazideutschlands angesehen. Für die Planung und Durchführung dieses verbrecherischen Krieges wurde den Großindustriellen eine Schlüsselrolle zugerechnet. Die amerikanische Sicht war dabei vom IG-Farben-Bericht der Kilgore-Kommission und der Deutschlandbeschreibung Behemoth des Politikwissenschaftlers Franz Neumann beeinflusst und man wollte die Großindustriellen dafür strafrechtlich zur Verantwortung ziehen und deren Kartelle zerschlagen.
Nach dem Potsdamer Abkommen vom August 1945 sollte Deutschland demokratisiert, denazifiziert, demilitarisiert und dekartelliert werden, um den moralischen und ökonomischen Neuaufbau durch einen Elitenwechsel zu fundieren. Im Nürnberger Prozess gegen die Hauptkriegsverbrecher waren wichtige juristische Richtlinienentscheidungen zum Zwangsarbeitereinsatz (als verbrecherischem „Sklavenarbeits“-Programm) und zur SS als verbrecherischer Organisation gefällt worden. Es war aber kein Industrieller verurteilt worden, da der einzige angeklagte Privatindustrielle durch einen Fehler der verhandlungsunfähige schwerkranke Gustav Krupp war. Ein zweiter internationaler Hauptkriegsverbrecherprozess konzentriert auf die Wirtschaft wurde aus finanziellen Gründen und weil man den Sowjets keine Möglichkeit für ein Tribunal gegen das kapitalistische System bieten wollte, verworfen. Durch die Hinwendung zur Reintegration Deutschlands als Bollwerk gegen den Kommunismus im Rahmen des Marshallplans wurden die Mittel für die Industriellen-Prozesse gekürzt und es wurden nur noch die Prozesse gegen Mitglieder von Flick, IG Farben und Krupp vor einem Nationalen Militär Tribunal (NMT) der Amerikaner sowie im Fall des Röchling-Konzerns vor einem französischen Tribunal durchgeführt.

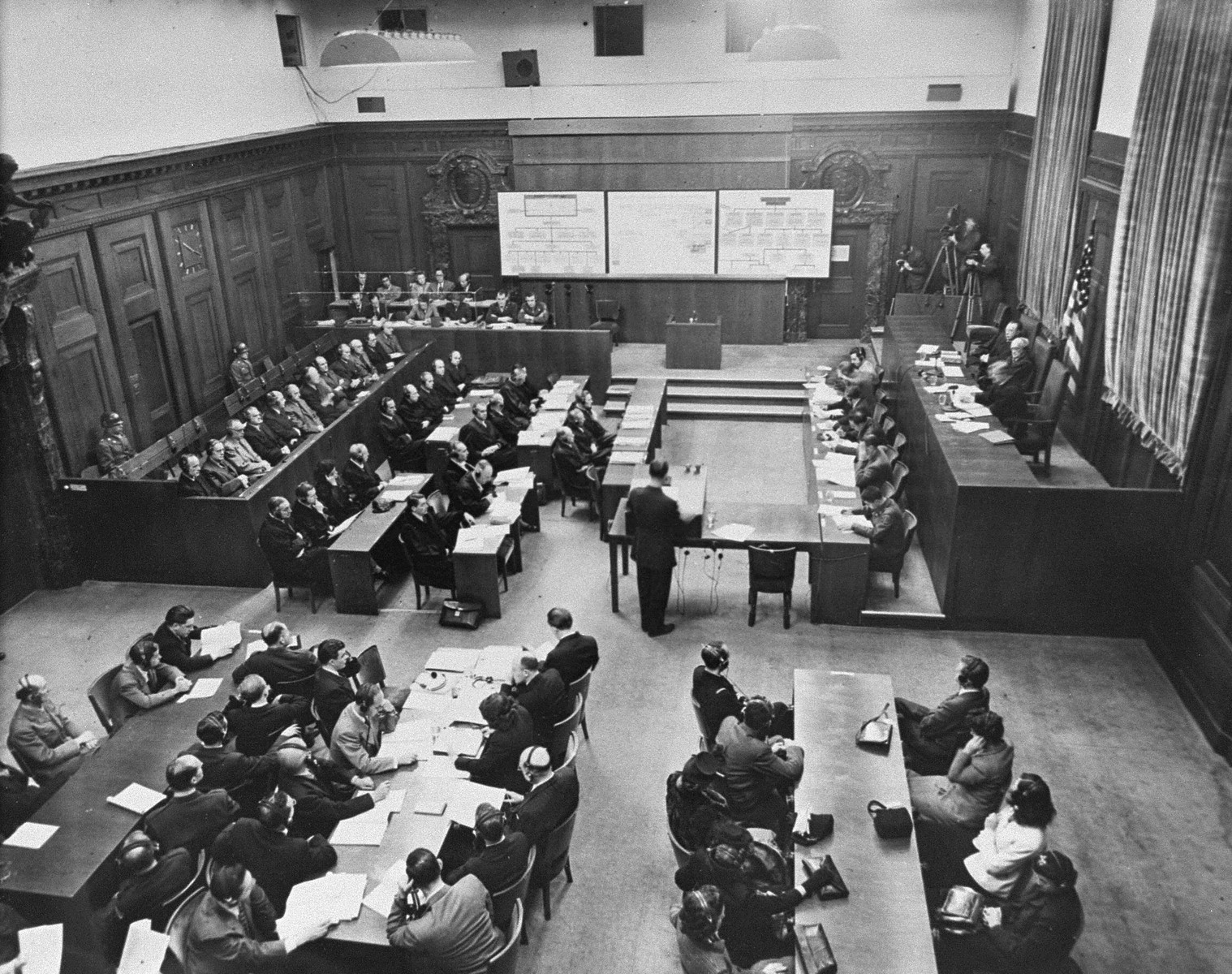
Chefankläger Telford Taylor eröffnete den Krupp-Prozess

## Die Anklagepunkte
Der Nürnberger Chefankläger Robert H. Jackson betrachtete Krupp als einen zentralen Fall von Verbrechen von Industriellen im Verbund mit dem Nationalsozialismus:

“Four generations of the Krupp family have owned and operated the great armament and munitions plants which have been the chief source of Germany’s war supplies. For over 130 years this family has been the focus, the symbol, and the beneficiary of the most sinister forces engaged in menacing the peace of Europe.”

„Vier Generationen der Familie Krupp haben die großen Waffen- und Munitionsfabriken besessen, die die Hauptquellen der deutschen Versorgung mit Kriegsgütern waren. Für mehr als 130 Jahre war diese Familie der Brennpunkt, das Symbol und der Nutznießer der allerbösesten Kräfte, die den Frieden in Europa bedrohen.“

Die weit zurückgreifende Perspektive stützte sich unter anderem auf die kritische Darstellung der Unternehmensgeschichte durch Bernhard Menne, die kurz nach ihrem Erscheinen in der Schweiz auch international Beachtung fand. Bis 1947 bereitete man den Fall Krupp als dritten Industriellen-Prozess vor. Krupp war bis zum Prozessbeginn im Internierungslager Staumühle inhaftiert und wurde dort verhört.
Die Anklageschrift vom 1. Juli 1947 gegen die Unternehmensverantwortlichen aus den Ebenen Eigentümer, Spitzenmanager, Werks- und Abteilungsleiter und leitenden Angestellten umfasste die vier Anklagepunkte Vorbereitung und Führung eines Angriffskrieges (I), Plünderung (II), Zwangsarbeit (III) und Verschwörung (IV). Die ersten drei Anklagepunkte entsprechen in etwa den heute im Völkerstrafrecht etablierten Verbrechen der Aggression durch einen Angriffskrieg, der Kriegsverbrechen durch Plünderung und Raub in den besetzten Gebieten und der Verbrechen gegen die Menschlichkeit durch Verschleppung, Ausbeutung und Missbrauch zur Sklavenarbeit (Zwangsarbeit) und rechtswidrigen Einsatz von Kriegsgefangenen zur Rüstungsproduktion. Der vierte Anklagepunkt der Verschwörung zur Begehung der drei anderen Verbrechen ist heute nicht im Völkerstrafrecht kodifiziert. Gleichwohl lag das Hauptinteresse der Anklage im Krupp-Prozess auf dem „Doppelthema Angriffskrieg-Verschwörung“, so dass die Ausführungen der Anklage bis weit ins 19. Jahrhundert zurückgriffen.

## Die Richter
- Präsident: Hu C. Anderson, Präsident des Berufungsgerichts des Staates Tennessee
- Edward J. Daly, Richter des Obersten Gerichts des Staates Connecticut
- William J. Wilkins, Richter des Obersten Gerichts von Seattle, Washington

## Prozess
Die Eröffnungsrede hielt Anklagevertreter Telford Taylor am 8. Dezember 1947. Der Verteidigerstab umfasste 35 Anwälte und übertraf die Anklagevertretung um das Doppelte. Die Verteidigung sprach von Siegerjustiz, behauptete gar eine Benachteiligung der Verteidigung wie bei sowjetischen und nationalsozialistischen Schauprozessen und war allgemein bemüht, die deutsche Privatwirtschaft und sogar die gesamte deutsche Bevölkerung vor der nicht erhobenen Anklage einer Kollektivschuld zu bewahren.
Bei dem Vorwurf der Verschwörung zum Angriffskrieg ging man nicht so weit, die NSDAP als Werkzeug kapitalistischer Interessen aufzufassen (Agententheorie), sondern nahm den Gedanken von einer doppelten Verschwörung auf. Man zog eine kontinuierliche Linie 1870-1914-1939 deutscher Überfälle auf Nachbarstaaten ausgestattet mit Waffen aus den Essener Schmieden. Bereits 1920 habe die Führung der Firma Krupp eine Verschwörung begründet, um einen Revanchekrieg vorzubereiten.
Bereits nach kurzer Prozessdauer verkündete das Gericht im April 1948 den Freispruch von der Anklage des Angriffskrieges und der Verschwörung (Anklagepunkte I und IV), deren Begründung durch die Ankläger unhaltbar schien. Vorangegangen war Kritik amerikanischer Rüstungsunternehmen und der Protest amerikanischer Kongressabgeordneter, die von „kommunistisch-inspirierten Schauprozessen“ sprachen, was schließlich zu einer Empfehlung des Kriegsministeriums führte, auf diese Anklagepunkte zu verzichten.
Die Verurteilungen wegen „Plünderung“ und „Sklavenarbeit“ wurden am 31. Juli 1948 verkündet. In der Urteilsbegründung wurde der Einwand der Verteidigung, die Vorschriften des Haager Abkommens könnten auf den „totalen Krieg“ nicht mehr angewandt werden, vom Gericht „auf das entschiedenste zurückgewiesen“.

## Urteile
Die zwölf Angeklagten im Prozess „Vereinigte Staaten vs. Alfried Krupp von Bohlen und Halbach et al.“ waren, und ihre Urteile vom 31. Juli 1948 lauteten im Einzelnen:
| Name und Funktion                                                                          | Verteidiger                                                                 | Assistent des Verteidigers                                                                                | Anklagepunkte | Anklagepunkte | Anklagepunkte | Anklagepunkte | Strafmaß                       | Entlassung                            |
| Name und Funktion                                                                          | Verteidiger                                                                 | Assistent des Verteidigers                                                                                | I             | II            | III           | IV            | Strafmaß                       | Entlassung                            |
| ------------------------------------------------------------------------------------------ | --------------------------------------------------------------------------- | --- | ------------- | ------------- | ------------- | ------------- | ------------------------------ | ------------------------------------- |
| Friedrich von Bülow * 1889; † 1984 Abteilungsdirektor mit Zwangsarbeit befasst             | Wolfgang Pohle, Joseph S. Robinson                                          | Hermann Maschke, von Schlippenbach (ab 9. März 1948)                                                      | U             | U             | S             | U             | 12 Jahre Haft                  | 2. Februar 1951                       |
| Karl Eberhardt * 1894; † 1978 Abteilungsdirektor mit Zwangsarbeit befasst                  | Kurt Gollnick (ab 19. September 1947), Walter Siemers (ab 20. Februar 1948) | Gerhart Weiz, Rüdiger Weiz (ab 30. März 1948)                                                             | U             | S             | S             | U             | 9 Jahre Haft                   | 2. Februar 1951                       |
| Eduard Houdremont * 1896; † 1958 Vorstandsmitglied mit Zwangsarbeit befasst                | Walter Siemers, Kurt Peschke                                                | Aenne Kurowski-Schmitz                                                                                    | U             | S             | S             | U             | 10 Jahre Haft                  | 2. Februar 1951                       |
| Max Ihn * 1890; † 1983 stv. Vorstandsmitglied mit Zwangsarbeit befasst                     | Otto Kranzbühler                                                            | Klaus Hennig, Günter Geisseler (vom 15. Januar 1948 bis 21. Januar 1948), Karl Arndt (ab 6. Februar 1948) | U             | U             | S             | U             | 9 Jahre Haft                   | 2. Februar 1951                       |
| Friedrich Janssen * 1887; † 1956 Leitungsfunktionen bei Tochterunternehmen                 | Alfred Schilf                                                               | Viktor von der Lippe                                                                                      | U             | S             | S             | U             | 10 Jahre Haft                  | 2. Februar 1951                       |
| Heinrich Korschan * 1895; † 1973 stv. Vorstandsmitglied mit Zwangsarbeit befasst           | Erich Wandschneider                                                         | Erhard Heinke (ab 26. Januar 1948), Rudolf Kühn (ab 30. Januar 1948)                                      | U             | U             | S             | U             | 6 Jahre Haft                   | 2. Februar 1951                       |
| Alfried Krupp von Bohlen und Halbach * 1907; † 1967 Firmeninhaber mit Zwangsarbeit befasst | Otto Kranzbühler                                                            | Walter Ballas, Fritz Wecker (ab 15. März 1948)                                                            | U             | S             | S             | U             | 12 Jahre Haft, Vermögensentzug | 2. Februar 1951, Vermögenserstattung  |
| Hans Kupke * 1885; † 1966 Oberlagerführer für Zwangsarbeiter                               | Alfred Behringer                                                            | Oskar Stübinger, Erich Mayer (ab 26. April 1948)                                                          | U             | -             | S             | U             | 2 Jahre 10 Monate 19 Tage Haft | nach Prozess                          |
| Heinrich Lehmann * 1904; † 1957 Assistent und Stellvertreter von Max Ihn                   | Gerhard Weise (bis 30. Januar 1948), Heinz Wolf (ab 30. Januar 1948)        | Heinz Wolf (bis 30. Januar 1948), Erwin Haack (ab 6. Februar 1948)                                        | U             | -             | S             | U             | 6 Jahre Haft                   | 25. August 1950                       |
| Ewald Löser * 1888; † 1970 Vorstandsmitglied                                               | Kurt Behling                                                                | Günther Wendland                                                                                          | U             | S             | S             | U             | 7 Jahre Haft                   | krankheitsbedingt vorzeitig entlassen |
| Erich Müller * 1892; † 1963 Vorstandsmitglied                                              | Heinrich Link                                                               | Otto Reitzenstein                                                                                         | U             | S             | S             | U             | 12 Jahre Haft                  | 2. Februar 1951                       |
| Karl Pfirsch * 1877; † 1967 stv. Vorstandsmitglied                                         | Bernd Vorwerk                                                               | Johannes Schmidt                                                                                          | U             | U             | U             | U             | Freispruch                     |                                       |

S – Schuldspruch;  U – Unschuldig im Sinne der Anklage
Als Special Counsel für alle Angeklagten war ab 12. Februar 1948 Walter Ballas, ehemaliger Assistent von Otto Kranzbühler bei der Verteidigung von Alfried Krupp von Bohlen und Halbach, eingesetzt. Sein Assistent war von Schlippenbach.
Die Firma Krupp hatte sich durch die Ausbeutung industrieller Ressourcen (Fälle: Austin in Liancourt, ELMAG in Mühlhausen, ALSTOM in Belfort und Maschinen aus Holland) in den besetzten Gebieten bereichert oder zu bereichern versucht. Sechs der Angeklagten wurden für schuldig befunden, sich am Raub und der Plünderung fremder Vermögenswerte (Anklagepunkt II) beteiligt zu haben.
Alle bis auf den Angeklagten Karl Pfirsch wurden wegen der Beteiligung am Zwangsarbeiterprogramm mit zehntausenden von Ostarbeitern (Anklagepunkt III) verurteilt. Der Krupp-Konzern habe innerhalb ganz Deutschlands 69.989 ausländische Zivilarbeiter und 4978 KZ-Häftlinge beschäftigt; in den Krupp-Werken waren 23.076 Kriegsgefangene eingesetzt. Für die kriegsgefangenen Arbeiter in Essen wurde kein Schutz gegen Luftangriffe geboten, so dass die Gefangenen entgegen der Haager Konvention diesen schutzlos ausgeliefert waren. Die eingesetzten unterernährten russischen Kriegsgefangenen wurden trotz ihres Gesundheitszustandes zu Schwerarbeit gezwungen und bei Krupp so schlecht behandelt, dass sich Fabrikleitungen und zuständige Wehrmachtsoffiziere darüber beschwert hatten. In Auschwitz, den Berthawerken in Breslau und in weiteren Kruppwerken wurden systematisch KZ-Häftlinge eingesetzt. In der Kinderbaracke Buschmannshof in Voerde waren Säuglinge und Kleinkinder der bei Krupp beschäftigten Ostarbeiterinnen systematisch unterversorgt worden und in großer Zahl gestorben.
Anders als im Flick- und IG-Farben-Prozess wollte das Gericht den Angeklagten im Krupp-Prozess keinen strafmildernden Notstand anerkennen. Zum einen war es zweifelhaft, dass die Krupp-Leitung keine Zwangsarbeiter beschäftigen wollte, und zum anderen hätten die vermeintlich angedrohten Konsequenzen einer Weigerung, Zwangsarbeiter zu beschäftigen, wie Entlassung, Amtsenthebung, Enteignung oder Verhaftung der Manager in keinem Verhältnis zu dem Schaden gestanden, den die Angeklagten den ihnen anvertrauten Menschen zugefügt hätten.
Alfried Krupp von Bohlen und Halbach wurde wegen Verbrechen gegen die Menschlichkeit und Verstößen gegen das Kriegsrecht zu einer Gefängnisstrafe von zwölf Jahren und Einziehung seines gesamten Vermögens verurteilt. In der Urteilsbegründung wurde auf die Verbrechen gegen die Zwangsarbeiter, auf die Vorbereitung des Krieges sowie auf seine aktive Rolle bei der Ausplünderung und Deindustrialisierung der von Deutschland besetzten Länder Bezug genommen.

## Begnadigung und Rezeption
Fast alle Verurteilten wurden in den Jahren 1951–52 durch den Hohen Kommissar der USA John Jay McCloy vorzeitig entlassen.
Die Beschlagnahmung des Vermögens von Alfried Krupp von Bohlen und Halbach wurde in den westlichen Besatzungszonen nicht umgesetzt. In der sowjetischen Besatzungszone wurde damit jedoch die Enteignung einiger Krupp-Betriebe, die faktisch längst schon stattgefunden hatte, nachträglich juristisch legitimiert. Alfried Krupp von Bohlen und Halbach verbüßte einen kleinen Teil seiner Strafe im Militärgefängnis in Landsberg am Lech, bis er am 31. Januar 1951 amnestiert und vorzeitig aus der Haft entlassen wurde. Auch der Teil des Urteils, der die Beschlagnahme des Krupp-Vermögens verfügt hatte, wurde aufgehoben.
Dies war nicht zuletzt Folge einer PR-Offensive, mit der Handelskammern, Unternehmerverbände, konservative Medien und  die Verteidiger des Krupp-Prozesses versuchten, Krupp und die deutsche Industrie insgesamt von allen Vorwürfen zu entlasten sowie die firmeneigene Version der Unternehmensgeschichte wiederherzustellen und die Rolle der deutschen Industrie im Nationalsozialismus insgesamt zu beschönigen. Die Schrift „Warum wurde Krupp verurteilt?“ ging schon 1950 kaum über die Inhalte der Verteidigungsreden hinaus, übte sich jedoch zudem in anti-alliierter Rhetorik, indem sie Bombenangriffe, Nürnberger Prozesse und die wirtschaftliche Entflechtungspolitik der Besatzungsmächte zum „Vernichtungskrieg“ gegen die deutsche Wirtschaft erklärten. Zu diesen apologetischen Schriften werden heute unter anderem gezählt:
- Tilo von Wilmowsky: Warum wurde Krupp verurteilt? Legende und Justizirrtum. Vorwerk, Stuttgart 1950.
- Hermann M. Maschke: Das Krupp-Urteil und das Problem der „Plünderung“. In: Herbert Kraus (Hrsg.): Göttinger Beiträge zu Gegenwartsfragen, Nr. 7. Musterschmidt, Göttingen 1951.
- Gert von Klass: Die drei Ringe. Lebensgeschichte eines Industrieunternehmens. Wunderlich, Tübingen 1953, zum Krupp-Prozess besonders S. 441–464.
- Gert von Klass: Schutt und Asche. Krupp nach fünf Menschenaltern. Tübingen 1961.
- Tilo von Wilmowsky: Rückblickend möchte ich sagen … An der Schwelle des 150jährigen Krupp-Jubiläums. Oldenburg/Hamburg 1961.

Die von den Alliierten erwünschte didaktische Wirkung des Prozesses wurde zumindest in Westdeutschland in Frage gestellt, da diesen schönfärberischen Schriften keine dem IMT vergleichbare, umfangreiche und deutschsprachige Prozessdokumentation entgegengesetzt wurde und die deutsche Öffentlichkeit mit ihrem mangelnden Aufklärungsbedürfnis in den Opfernarrativen der Krupp-Manager eine brauchbare Vergangenheitsdarstellung fand.